# Eusirus tjalfiensis
Eusirus tjalfiensis is een vlokreeftensoort uit de familie van de Eusiridae. De wetenschappelijke naam van de soort is voor het eerst geldig gepubliceerd in 1912 door Stephensen.